# 松平忠章
松平 忠章（まつだいら ただあき）は、江戸時代前期から中期にかけての伊勢国長島藩世嗣。通称、求馬。靱負佐、石見守。

## 略歴
2代藩主・松平忠充の長男として誕生。母は松平典信の娘。初名は忠勝。正室は松平信応娘。
暗愚な父とは対照的に文武両道に秀でた人物であったという。父との関係が悪化し、鬱屈が溜まっていたと思われるが、元禄元年（1688年）に城内でうたた寝をしていた際、知らぬ間に自分で自分の腹を刀で突き刺してしまった。突然の事態に慌てて寄って来た家来に自分は正気であると伝えたという。しかし、このことで乱心とされ、廃嫡されたとも、自ら辞したとも伝わる。のちに生母の実家の領地の丹波国篠山に住した。